# Colobanthus quitensis
Colobanthus quitensis är en nejlikväxtart som först beskrevs av Carl Sigismund Kunth, och fick sitt nu gällande namn av Bartling. Colobanthus quitensis ingår i släktet Colobanthus, och familjen nejlikväxter. Inga underarter finns listade i Catalogue of Life.

## Bildgalleri

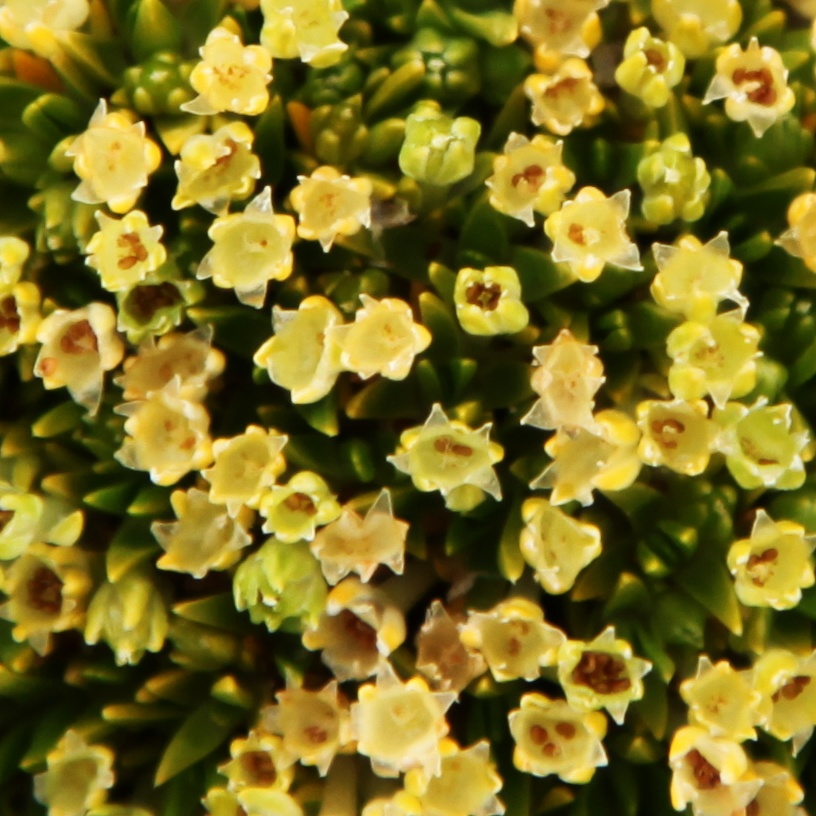
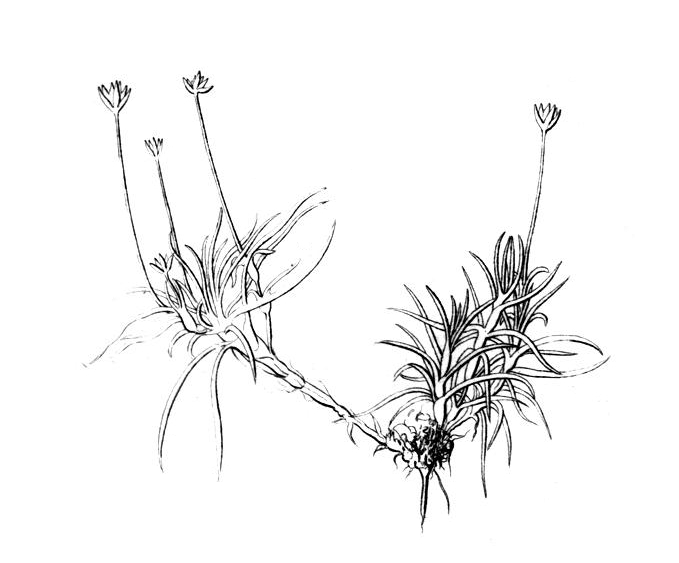
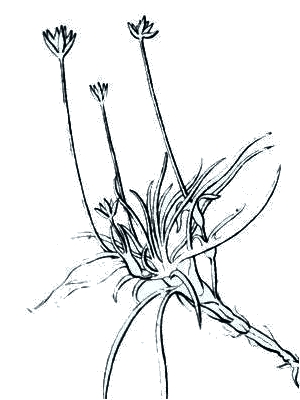
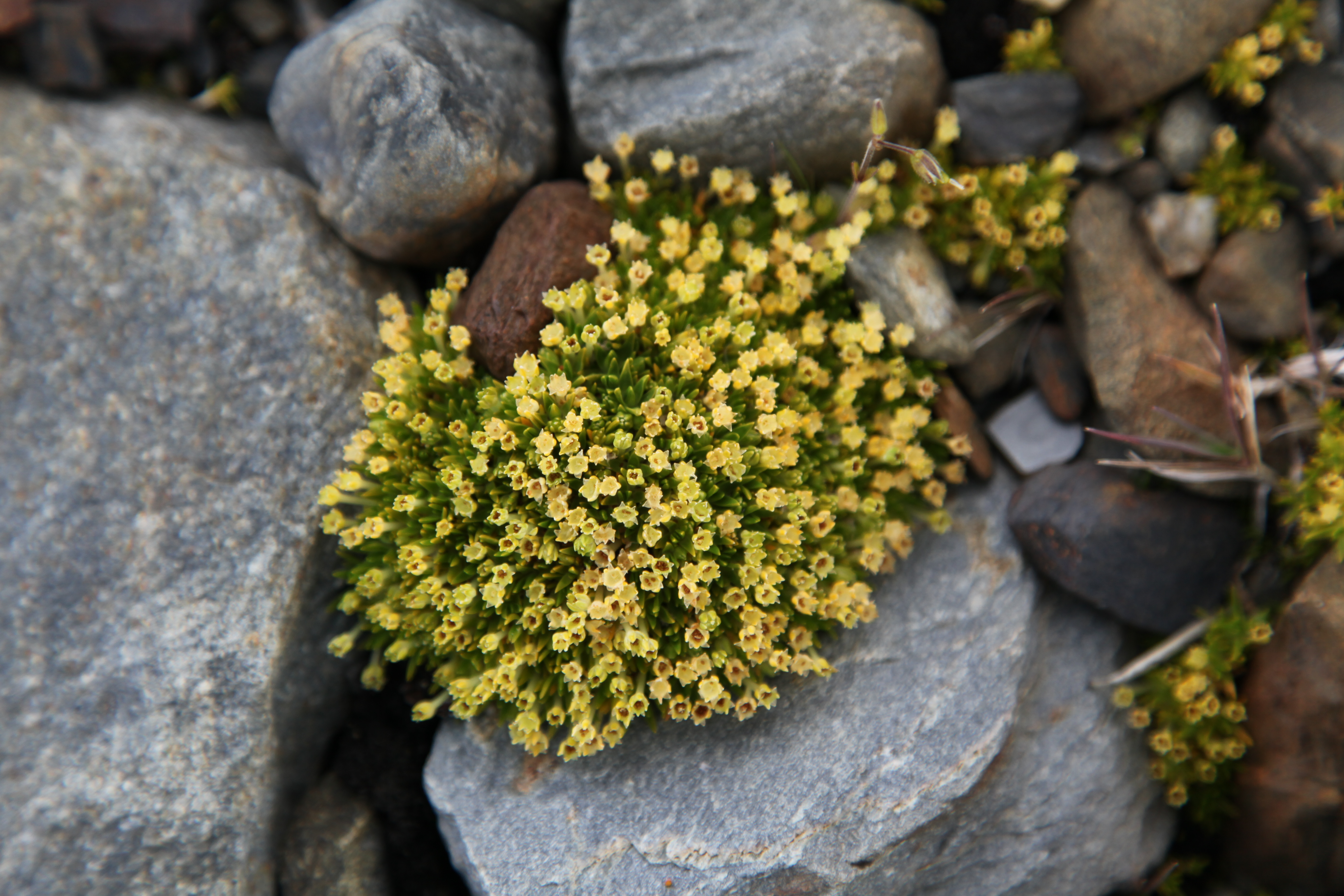
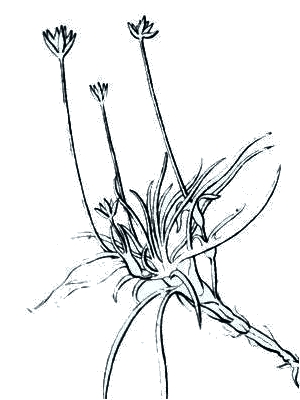
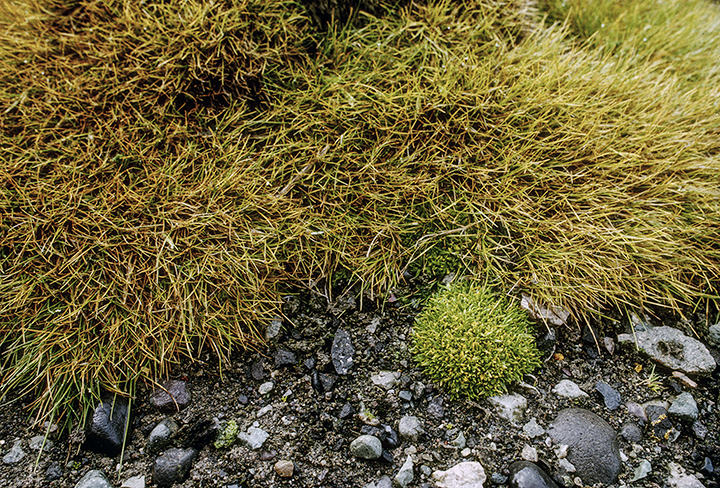